# CF Волка
CF Волка (лат. CF Lupi) — одиночная переменная звезда в созвездии Волка на расстоянии (вычисленном из значения параллакса) приблизительно 7182 световых лет (около 2202 парсеков) от Солнца. Видимая звёздная величина звезды — от менее +16m до +14m.

## Характеристики
CF Волка — красная пульсирующая переменная звезда, мирида (M) спектрального класса M. Эффективная температура — около 3283 K.